# Siebel Fh 104
Siebel Fh 104 Hallore je bilo dvomotorno večnamansko letalo, ki ga je razvil nemški Siebel pred 2. svetovno vojno. Fh 104 je imel kovinski trup, krila so pokrita z vezanim lesom. Imel je uvlačljivo pristajalno podvozje.
Na podlagi tega letala so razvili večjega Siebel Si 204, ki je bil precej bolj uspešen. 

## Specifikacije (Fh 104)
Podatki iz German Aircraft of the Second World War;Smith and Kay 1990, p.581.
Splošne karakteristike
- Posadka: 1 ali 2
- Število sedežev: do 5 potnikov
- Dolžina: 9,50 m (31 ft 2 in)
- Razpon kril: 12,06 m (39 ft 7 in)
- Višina: 2,64 m (8 ft)
- Površina kril: 22,3 m² (240 ft²)
- Teža praznega letala: 1510 kg (3329 lb)
- Naložena teža: 2350 kg (5181 lb)
- Pogon letala: 2 ×  8-valjni obratni V-motor Hirth HM 508, 209 kW (280 KM)  vsak

 Zmogljivost 
- Maks. hitrost: na nivoju morja 350 km/h (217 mph)
- Potovalna hitrost: 335 km/h (208 mph)
- Doseg: 920 km (572 milj)
- Višina leta: 6600 m (21650 ft)
- Hitrost vzpenjanja: 6,0 m/s (1090 ft/min)